# Aguriahana distanti
Aguriahana distanti är en insektsart som beskrevs av Irena Dworakowska 1972. Aguriahana distanti ingår i släktet Aguriahana och familjen dvärgstritar. Inga underarter finns listade i Catalogue of Life.